# Valley of the Damned/Hordes of War
Valley of the damned / Hordes of War es un álbum split de la banda sueca Hypocrisy y la banda noruega Immortal, limitado a 333 copias que contiene los siguientes sencillos:

## Valley of the Damned
"Valley of the Damned" es el segundo sencillo de edición limitada de la banda sueca de death metal, Hypocrisy de su álbum de 2009 A Taste of Extreme Divinity.

### Lista de canciones

#### Cara A
1. "Valley of the Damned" – 4:17

### Créditos
- Peter Tägtgren – voz, guitarra eléctrica
- Mikael Hedlund – bajo eléctrico
- Horgh – batería

## Hordes of War
"Hordes of War" es el primer sencillo de edición limitada de la banda noruega de black metal, Immortal de su álbum de 2009 All Shall Fall. En el álbum la canción se llama "Hordes to War".

### Lista de canciones

#### Cara B
1. "Hordes of War" – 4:32

## Créditos
- Abbath - guitarra, voz
- Demonaz - letras
- Horgh - batería
- Apollyon - bajo